# Cảng Cái Mép – Thị Vải
Cảng Cái Mép – Thị Vải là một cụm cảng biển sâu ở Bà Rịa – Vũng Tàu, ở cửa sông Thị Vải và sông Cái Mép. Cảng Quốc tế Cái Mép (thành phố Phú Mỹ) được thiết kế để tiếp nhận tàu container có trọng tải lên đến 80.000 DWT với công suất thông qua đạt 600.000-700.000 TEU mỗi năm. Chiều dài bến là 600 m với tổng diện tích lên tới 48 hecta. Cảng Thị Vải cũng có khả năng tiếp nhận tàu hàng tổng hợp có tải trọng lên đến 75.000 DWT. Công suất thông qua cảng đạt 1,6-2 triệu tấn mỗi năm. Tổng diện tích của cảng là 27 hecta.
Đầu thập niên 1990, nhận thấy những hạn chế của cụm cảng Sài Gòn, Chính phủ Việt Nam bắt đầu quan tâm tới xây dựng một cảng nước sâu mới phục vụ cho khu vực Nam Bộ và duyên hải Nam Trung Bộ. Thị Vải - Cái Mép được chọn lựa vì nó có độ sâu, nằm gần khu vực hội tụ sản xuất ở miền Đông Nam Bộ, lại nằm trên tuyến đường hàng hải quốc tế từ Hồng Kông tới Singapore. Tháng 11 năm 1992, quy hoạch tổng thể hệ thống cảng nước sâu Thị Vải – Vũng Tàu được phê duyệt và đến ngày 28 tháng 2 năm 1998, dự án được điều chỉnh và bổ sung . Tháng 8 năm 2005, trong bản quy hoạch chi tiết nhóm cảng Thành phố Hồ Chí Minh - Đồng Nai - Bà Rịa – Vũng Tàu, khu vực Thị Vải - Cái Mép được xác định là cảng cửa ngõ cho toàn vùng.
Theo quy hoạch, cảng Thị Vải - Cái Mép sẽ được kết nối với các khu công nghiệp ở Bà Ria - Vũng Tàu, Đồng Nai và các tỉnh khác bằng tỉnh lộ 965 và quốc lộ 51. Cảng có khả năng tiếp nhận các tàu trọng tải 50.000 - 80.000 DWT. Chính quyền đang vận động các công ty kinh doanh cảng biển và logistics lớn của thế giới như Maersk (Đan Mạch), SSA (Mỹ), PSA International (Singapore), Hutchison Whampoa (Hong Kong), Yang Ming (Đài Loan), CMA CGM (Pháp)... lập liên doanh đầu tư phát triển Thị Vải - Cái Mép. Hiện nay cảng côngtenơ SP-PSA đã được đưa vào sử dụng. Cảng Cái Mép mới có công suất 600.000 TEU đã khánh thành giai đoạn 1. Các công trình mở đường, nạo vét luồng tàu đã được triển khai để đến tháng 10-2010 toàn bộ cảng biển dọc sông Thị Vải sẽ hưởng lợi từ các công trình này. Quốc lộ 51, tỉnh lộ 965 và các đường quanh hàng rào cảng cũng đang khẩn trương được cải tạo để đảm bảo các xe côngtenơ có thể tiếp cận cảng thông suốt.
Nhờ cảng sâu cho phép tàu lớn vào cảng, thời gian vận chuyển hàng hóa xuất nhập khẩu giữa miền Nam Việt Nam với các nước đã được rút ngắn đáng kể vì đỡ phải quá cảnh ở Singapore.
Ngày 26 tháng 10 năm 2020 Cảng Thị Vải - Cái Mép đã đón tàu container có trọng tải 214,121 DWT của hãng Maersk (Đan Mạch). Tàu Margrethe Maersk có sức chở lên đến 20.000 TEUs, dài 399.23m, rộng 59m. Cho thấy ngành hàng hải Việt Nam đã phát triển xứng tầm quốc tế, khi đón những siêu tàu lớn nhất thế giới. Sự kiện tàu Margrethe Maersk cập cảng CMIT trở thành một trong những dấu mốc quan trọng của ngành hàng hải Việt Nam, cũng như của hệ thống cảng nước sâu Cái Mép - Thị Vải (Phú Mỹ) . Với sự kiện này, CMIT trở thành một trong số khoảng 20 cảng lớn trên thế giới có đủ năng lực tiếp nhận tàu kích cỡ này, góp phần khẳng định vị thế của hệ thống cảng Cái Mép-Thị Vải (Phú Mỹ) trên bản đồ hàng hải thế giới. Việc cảng CMIT đủ năng lực và được cấp phép tiếp nhận tàu trọng tải đến hơn 214.000 DWT, hạ tải cập cảng cũng có ý nghĩa đặc biệt, khi đó, hàng hóa xuất nhập khẩu của Việt Nam sẽ được xếp lên các tàu mẹ kích cỡ lớn đi thẳng đến các thị trường lớn như châu Âu, Mỹ mà không cần trung chuyển qua các cảng trung chuyển như Singapore, Malaysia... giúp tiết kiệm chi phí logistics, tăng tính cạnh tranh, giảm thời gian chuyên chở từ đó hàng hóa sớm được tiếp cận với thị trường.
Ngày 27 tháng 12 năm 2020, Cảng CMIT đã tiếp nhận thành công tàu MSC Oliver - tàu container lớn nhất của hãng tàu MSC từng cập cảng Việt Nam. MSC Oliver có trọng tải 199.273 DWT tương đương 19.224 TEU, được khai thác trên tuyến dịch vụ PEARL/TP6 của liên minh 2M kết nối giữa Việt Nam với bờ Tây nước Mỹ. Tàu MSC Oliver đã xếp dỡ gần 6.000 container, tương đương 10.000TEU hàng hóa xuất khẩu, nhập khẩu và trung chuyển tại Việt Nam.